# Seznam dílů seriálu Anna mezi obojživelníky
Toto je seznam dílů seriálu Anna mezi obojživelníky.

## Přehled řad
| Řada | Díly | Premiéra v USA    | Premiéra v USA    | Premiéra v ČR (ČT :D) | Premiéra v ČR (ČT :D) | Premiéra v ČR (Disney Channel) | Premiéra v ČR (Disney Channel) |
| Řada | Díly | První díl         | Poslední díl      | První díl             | Poslední díl          | První díl                      | Poslední díl                   |
| ---- | ---- | ----------------- | ----------------- | --------------------- | --------------------- | ------------------------------ | ------------------------------ |
| 1    | 20   | 17. června 2019   | 18. července 2019 | 2. února 2022         | 21. února 2022        | 2. března 2020                 | 27. března 2020                |
| 2    | 20   | 11. července 2020 | 22. května 2021   | 22. února 2022        | 13. března 2022       | 1. března 2021                 | 1. října 2021                  |
| 3    | 18   | 2. října 2021     | 14. května 2022   | bude oznámeno         | bude oznámeno         | 5. března 2022                 | 4. září 2022                   |

## Seznam dílů

### První řada (2019)
| Č. v seriálu | Č. v řadě | Původní název                                  | Český název                                       | Režie                                    | Scénář                                                               | Storyboard                                                                  | Premiéra v USA    | Premiéra v ČR   | Prod. kód |
| ------------ | --------- | ---------------------------------------------- | ------------------------------------------------- | ---------------------------------------- | -------------------------------------------------------------------- | --------------------------------------------------------------------------- | ----------------- | --------------- | --------- |
| 1            | 12        | Anne or Beast?Best Fronds                      | Anna nebo netvor?Nejlepší žábokámoši              | Bert YounDerek Kirk Kim                  | Matt Braly a Jack Ferraiolo                                          | Kyler Spears, Yonatan Tal a YounAaron Austin a Hannah Ayoubi                | 17. června 2019   | 2. března 2020  | 101       |
| 2            | 34        | Cane CrazyFlood, Sweat and Tears               | Tajemná hůlPotopa, pot a slzy                     | Derek Kirk Kim                           | Adam ColásGloria Shen                                                | Hannah Ayoubi a KimDrew Applegate a Cheyenne Curtis                         | 18. června 2019   | 3. března 2020  | 103       |
| 3            | 56        | Hop LuckStakeout                               | SoutěžHlídka                                      | Bert Youn                                | Matt Braly a Jack FerraioloMichele Cavin                             | Kathryn Marusik a Kyler SpearsJenn Strickland a Steve Wolfhard              | 19. června 2019   | 4. března 2020  | 102       |
| 4            | 78        | The Domino EffectTaking Charge                 | Domino EfektPřiznání                              | Derek Kirk KimBert Youn                  | námět: Jeff Trammell scénář: Gloria Shen Matt Braly a Jack Ferraiolo | Kathryn Marusik a Kyler SpearsJenn Strickland a Steve Wolfhard              | 20. června 2019   | 5. března 2020  | 107       |
| 5            | 910       | Anne Theft AutoBreakout Star                   | Vozítko z dušíPadlá hvězda                        | Derek Kirk Kim                           | námět: Justin Charlebois scénář: Jenava Mie Gloria Shen              | Drew Applegate a Cheyenne CurtisAaron Austin a Hannah Ayoubi                | 24. června 2019   | 6. března 2020  | 104       |
| 6            | 1112      | Sprig Vs. Hop PopGirl Time                     | Sprig .vs. Hop PopČas jen pro holky               | Bert Youn                                | Adam Colásnámět: Emily Brundige scénář: Michele Cavin                | Kathryn Marusik a Kyler SpearsJenn Strickland a Steve Wolfhard              | 25. června 2019   | 9. března 2020  | 105       |
| 7            | 1314      | Dating SeasonAnne Vs. Wild                     | Čas námluvAnna v divočině                         | Bert YounDerek Kirk Kim                  | Adam ColásJenava Mie                                                 | Aaron Austin a Hannah AyoubiDrew Applegate a Cheyenne Curtis                | 26. června 2019   | 10. března 2020 | 106       |
| 8            | 1516      | Contagi-AnneFamily Shrub                       | NákazaRodinný strom                               | Derek Kirk KimBert Youn                  | Michele CavinJenava Mie                                              | Drew Applegate a Cheyenne CurtisAaron Austin a Hannah Ayoubi                | 27. června 2019   | 11. března 2020 | 108       |
| 9            | 1718      | Lily Pad ThaiPlantar’s Last Stand              | Thajská Restaurace LeknínPoslední stánek Planterů | Derek Kirk KimBert Youn                  | Adam ColásGloria Shen                                                | Kathryn Marusik a Kyler SpearsJenn Strickland a Steve Wolfhard              | 1. července 2019  | 12. března 2020 | 109       |
| 10           | 1920      | Toad TaxPrison Break                           | Danně pro ropuchyÚtěk z vězení                    | Derek Kirk KimBert Youn                  | Michele CavinMatt Braly a Jack Ferraiolo                             | Drew Applegate, Cheyenne Curtis a Kyler SpearsAaron Austin a Hannah Ayoubi  | 2. července 2019  | 13. března 2020 | 110       |
| 11           | 2122      | Grubhog DayHop Pop and Lock                    | Den svišťůHop Pop tančí                           | Derek Kirk KimBert Youn                  | Michele CavinMatt Braly a Jack Ferraiolo                             | Matt Braly a Kim RobersonJenn Strickland a Steve Wolfhard                   | 3. července 2019  | 16. března 2020 | 111       |
| 12           | 2324      | Civil WartHop-Popular                          | Válka v bradavičnatém leseHop Pop populární       | Derek Kirk Kim                           | Jenava MieAdam Colás                                                 | Drew Applegate a Cheyenne CurtisKathryn Marusik a Kyler Spears              | 4. července 2019  | 17. března 2020 | 112       |
| 13           | 2526      | Croak and PunishmentTrip to the Archives       | Zloděj a trestVýprava do Archivů                  | Bert Youn                                | Gloria ShenMichele Cavin                                             | Aaron Austin a Hannah AyoubiJenn Strickland a Steve Wolfhard                | 8. července 2019  | 18. března 2020 | 113       |
| 14           | 2728      | Snow DayCracking Mrs. Croaker                  | Sněhový denTajemství paní Kuňkalky                | Derek Kirk KimBert Youn                  | Matt Braly a Jack FerraioloJenava Mie                                | Drew Applegate a Cheyenne CurtisAaron Austin a Hannah Ayoubi                | 9. července 2019  | 19. března 2020 | 114       |
| 15           | 2930      | A Night at The InnWally and Anne               | Noc v hostinciWally a Anna                        | Derek Kirk KimBert Youn                  | Gloria ShenAdam Colás                                                | Kathryn Marusik a Kyler SpearsJenn Strickland a Steve Wolfhard              | 10. července 2019 | 20. března 2020 | 115       |
| 16           | 3132      | Family Fishing TripBizarre Bazaar              | Rodinný výlet na rybyZáhadný Jarmark              | Derek Kirk KimBert Youn                  | Michele CavinGloria Shen                                             | Drew Applegate a Cheyenne CurtisAaron Austin a Hannah Ayoubi                | 11. července 2019 | 23. března 2020 | 116       |
| 17           | 3334      | Cursed!Fiddle Me This                          | KledbaHraj jak pískám                             | Derek Kirk KimBert Youn                  | Jenava MieMatt Braly a Jack Ferraiolo                                | Kathryn Marusik a Kyler SpearsJenn Strickland a Steve Wolfhard              | 15. července 2019 | 24. března 2020 | 117       |
| 18           | 3536      | The Big Bugball GameCombat Camp                | Zápas v broučí košíkovéBojový výcvik              | Bert YounDerek Kirk Kim                  | Michele CavinAdam Colás                                              | Aaron Austin a Hannah AyoubiDrew Applegate a Cheyenne Curtis                | 16. července 2019 | 25. března 2020 | 118       |
| 19           | 3738      | Children of the SporeAnne of The Year (Part 1) | Děti z výtrusuAnna roku (1. část)                 | Derek Kirk KimBert Youn                  | Matt Braly a Jack FerraioloJenava Mie                                | Kathryn Marusik a Kyler SpearsDrew Applegate, Silver Paul a Jenn Strickland | 17. července 2019 | 26. března 2020 | 119       |
| 20           | 39        | Reunion (Part 2)                               | Shledání (2. část)                                | Derek Kirk Kim, Kyler Spears a Bert Youn | Adam Colás, Matt Braly, Jack Ferraiolo a Gloria Shen                 | Cheyenne Curtis, Nate Maurer, Spears, Jenn Strickland a Steve Wolfhard      | 18. července 2019 | 27. března 2020 | 120       |

### Druhá řada (2020–2021)
| Č. v seriálu | Č. v řadě | Původní název                                            | Český název                                  | Režie                          | Scénář                          | Storyboard                                                              | Premiéra v USA    | Premiéra v ČR     | Prod. kód |
| ------------ | --------- | -------------------------------------------------------- | -------------------------------------------- | ------------------------------ | ------------------------------- | ----------------------------------------------------------------------- | ----------------- | ----------------- | --------- |
| 21           | 12        | Handy AnneFort in the Road                               | Šikulka AnnaPevnost na cestě                 | Kyler SpearsJoe Johnston       | Adam ColásTodd McClintock       | Drew Applegate a Nate MaurerEleisiya Arocha a Silver Paul               | 11. července 2020 | 1. března 2021    | 201       |
| 22           | 34        | The Ballad of Hopediah PlantarAnne Hunter                | Píseň pro Hop PopaLovkyně Anna               | Jenn StricklandKyler Spears    | Michele CavinJenava Mie         | Anna O'Brian a Eddie WestInbal Breda a Cassie Zwart                     | 18. července 2020 | 2. března 2021    | 202       |
| 23           | 56        | Truck Stop PollyA Caravan Named Desire                   | Polly a pták zabijákKaravan do stanice touha | Joe JohnstonJenn Strickland    | Gloria ShenAdam Colás           | Drew Applegate a Nate MaurerEleisiya Arocha a Silver Paul               | 25. července 2020 | 3. března 2021    | 203       |
| 24           | 78        | Quarreler's PassToadcatcher                              | Průsmyk svárůLovec ropuch                    | Kyler SpearsJoe Johnston       | Todd McClintockMichele Cavin    | Anna O'Brian a Eddie WestInbal Breda a Cassie Zwart                     | 1. srpna 2020     | 4. března 2021    | 204       |
| 25           | 910       | Swamp and SensibilityWax Museum                          | Bažina a citVoskové muzeum                   | Kyler SpearsJenn Strickland    | Gloria ShenJenava Mie           | Eleisiya Arocha a Silver PaulDrew Applegate a Nate Maurer               | 8. srpna 2020     | 5. března 2021    | 205       |
| 26           | 11        | Marcy at the Gates                                       | Marcy u bran                                 | Joe Johnston a Jenn Strickland | Adam Colás a Matt Braly         | Anna O'Brian, Eddie West, Aaron Austin a Cassie Zwart                   | 15. srpna 2020    | 8. března 2021    | 206       |
| 27           | 1213      | Scavenger HuntThe Plantars Check In                      | OdpadožroutPlantarovi v hotelu               | Kyler SpearsJoe Johnston       | Todd McClintockMichele Cavin    | Drew Applegate a Nate MaurerEleisiya Arocha a Silver Paul               | 22. srpna 2020    | 9. března 2021    | 207       |
| 28           | 1415      | Lost in NewtopiaSprig Gets Schooled                      | Ztraceni v NewtopiiSprig dostává lekci       | Jenn StricklandKyler Spears    | Jenava MieGloria Shen           | Anna O'Brian a Eddie WestInbal Breda a Cassie Zwart                     | 29. srpna 2020    | 10. března 2021   | 208       |
| 29           | 1617      | Little FrogtownHopping Mall                              | Žabí MěstečkoHop Pop nakupuje                | Joe JohnstonJenn Strickland    | Adam ColásTodd McClintock       | Drew Applegate a Nate MaurerEleisiya Arocha a Silver Paul               | 12. září 2020     | 11. března 2021   | 209       |
| 30           | 1819      | The Sleepover to End All SleepoversA Day at the Aquarium | Poslední noční akceDen v akváriu             | Kyler SpearsJoe Johnston       | Michele CavinGloria Shen        | Alexandria Kwan a Eddie WestInbal Breda a Cassie Zwart                  | 19. září 2020     | 12. března 2021   | 210       |
| 31           | 20        | The Shut-In!                                             | Den zavřených dveří!                         | Joe Johnston a Jenn Strickland | Michele Cavin a Todd McClintock | Inbal Breda, Alexandria Kwan, Eddie West a Cassie Zwart                 | 17. října 2020    | 17. července 2021 | 212       |
| 32           | 2122      | Night DriversReturn To Wartwood                          | Noční jezdciNávrat do Bradavičnatého lesa    | Jenn StricklandKyler Spears    | Jenava MieAdam Colás            | Drew Applegate a Nate MaurerEleisiya Arocha a Silver Paul               | 6. března 2021    | 18. července 2021 | 211       |
| 33           | 2324      | Ivy on the RunAfter the Rain                             | Ivy na útěkuPo dešti                         | Joe JohnstonKyler Spears       | Gloria ShenJenava Mie           | Eleisiya Arocha a Silver PaulDrew Applegate a Nate Maurer               | 13. března 2021   | 24. července 2021 | 213       |
| 34           | 25        | The First Temple                                         | První Chrám                                  | Kyler Spears a Jenn Strickland | Adam Colás a Todd McClintock    | Inbal Breda, Danny Ducker, Alexandria Kwan, Eddie West a Cassie Zwart   | 20. března 2021   | 25. července 2021 | 214       |
| 35           | 2627      | New WartwoodFriend or Frobo?                             | Nový Bradavičnatý lesJe Robožab přítel?      | Joe JohnstonJenn Strickland    | Michele CavinJenava Mie         | Drew Applegate a Nate MaurerEleisiya Arocha a Silver Paul               | 27. března 2021   | 31. července 2021 | 215       |
| 36           | 2829      | Toad to RedemptionMaddie and Marcy                       | VykoupeníMaddie a Marcy                      | Kyler SpearsJoe Johnston       | Gloria ShenAdam Colás           | Danny Ducker a Eddie WestInbal Breda a Cassie Zwart                     | 3. dubna 2021     | 1. srpna 2021     | 216       |
| 37           | 3031      | The Second TempleBarrel's Warhammer                      | Druhý ChrámBarrelovo válečné kladivo         | Jenn StricklandKyler Spears    | Todd McClintockMichele Cavin    | Drew Applegate a Nate MaurerEleisiya Arocha a Silver Paul               | 10. dubna 2021    | 7. srpna 2021     | 217       |
| 38           | 3233      | Bessie and MicroAngeloThe Third Temple                   | Bessie a AngeloTřetí Chrám                   | Joe JohnstonJenn Strickland    | Jenava MieGloria Shen           | Danny Ducker a Eddie WestInbal Breda a Cassie Zwart                     | 17. dubna 2021    | 8. srpna 2021     | 218       |
| 39           | 3435      | The DinnerBattle of the Bands                            | VečeřeBitva Kapel                            | Kyler SpearsJoe Johnston       | Adam ColásTodd McClintock       | Drew Applegate a Nate MaurerEleisiya Arocha, Silver Paul a Cassie Zwart | 24. dubna 2021    | 14. srpna 2021    | 219       |
| 40           | 36        | True Colors                                              | Z barvy ven                                  | Kyler Spears a Jenn Strickland | Michele Cavin a Jenava Mie      | Danny Ducker, Eddie West, Joe Johnston, Inbal Breda a Silver Paul       | 22. května 2021   | 1. října 2021     | 220       |

### Třetí řada (2021–2022)
| Č. v seriálu | Č. v řadě | Původní název                                | Český název                          | Režie                                       | Scénář                                  | Storyboard                                                                        | Premiéra v USA     | Premiéra v ČR   | Prod. kód |
| ------------ | --------- | -------------------------------------------- | ------------------------------------ | ------------------------------------------- | --------------------------------------- | --------------------------------------------------------------------------------- | ------------------ | --------------- | --------- |
| 41           | 1         | The New Normal                               | Návrat                               | Joe Johnston a Jenn Strickland              | Todd McClintock a Adam Colás            | Silver Paul, Alex Swanson, Drew Applegate a Eddie West                            | 2. října 2021      | 5. března 2022  | 301       |
| 42           | 23        | Hop 'Til You DropTurning Point               | Nákupní centrumRozhodující obrat     | Roxann Cole a Kyler SpearsJoe Johnston      | Gloria ShenJenava Mie                   | Eleisiya Arocha a Danny DuckerInbal Breda a Cassie Zwart                          | 9. října 2021      | 6. března 2022  | 302       |
| 43           | 45        | Thai FeudAdventures in Catsitting            | SporDobrodružství s kočkou           | Jenn StricklandRoxann Cole a Kyler Spears   | Michele CavinTodd McClintock            | Silver Paul a Alex SwansonDrew Applegate a Eddie West                             | 16. října 2021     | 12. března 2022 | 303       |
| 44           | 67        | Fight at the MuseumTemple Frogs              | Bitka v MuzeuŽáby v chrámu           | Joe JohnstonJenn Strickland                 | Adam ColásGloria Shen                   | Eleisiya Arocha a Danny DuckerInbal Breda a Cassie Zwart                          | 23. října 2021     | 13. března 2022 | 304       |
| 45           | 89        | Fixing FroboAnne-sterminator                 | Oprava FrobaAnin terminátor          | Roxann Cole a Kyler SpearsJoe Johnston      | Jenava MieMichele Cavin                 | Silver Paul a Alex SwansonDrew Applegate a Eddie West                             | 30. října 2021     | 19. března 2022 | 305       |
| 46           | 1011      | Mr. XSprig's Birthday                        | Pan XSprig má narozeniny             | Roxann Cole a Kyler SpearsJenn Strickland   | Adam ColásTodd McClintock               | Inbal Breda a Cassie ZwartEleisiya Arocha a Danny Ducker                          | 6. listopadu 2021  | 20. března 2022 | 306       |
| 47           | 1213      | Spider-SprigOlivia & Yunan                   | Hrdina SprigOlivie & Yunanová        | Joe JohnstonJenn Strickland                 | Gloria ShenJenava Mie                   | Rachel Paek, Silver Paul, Kyler Spears a Alex SwansonDrew Applegate a Eddie West  | 13. listopadu 2021 | 26. března 2022 | 307       |
| 48           | 1415      | Hollywood Hop PopIf You Give a Frog a Cookie | Hop Pop v HollywooduDej žábě sušenku | Roxann Cole a Kyler SpearsJoe Johnston      | Michele CavinTodd McClintock            | Eleisiya Arocha a Danny DuckerCheyenne Curtis a Cassie Zwart                      | 20. listopadu 2021 | 6. srpna 2022   | 308       |
| 49           | 16        | Froggy Little Christmas                      | Malé žabí Vánoce                     | Jenn Strickland, Roxann Cole a Kyler Spears | Adam Colás a Jenava Mie                 | Silver Paul, Alex Swanson, Drew Applegate a Eddie West                            | 27. listopadu 2021 | 7. srpna 2022   | 309       |
| 50           | 17        | Escape to Amphibia                           | Útěk do Amphibie                     | Joe Johnston a Jenn Strickland              | Gloria Shen a Michele Cavin             | Eleisiya Arocha, Danny Ducker, Cassie Zwart a Anna Lencioni                       | 19. března 2022    | 13. srpna 2022  | 310       |
| 51           | 1819      | Commander AnneSprivy                         | Velitelka AnnaSprivy                 | Roxann ColeJoe Johnston                     | Todd McClintockAdam Colás               | Silver Paul a Alex SwansonDrew Applegate a Eddie West                             | 26. března 2022    | 14. srpna 2022  | 311       |
| 52           | 2021      | Sasha's AngelsOlm Town Road                  | Sašini andílciU macarátů             | Jenn StricklandRoxann Cole                  | Jenava MieGloria Shen                   | Eleisiya Arocha a Danny DuckerInbal Breda a Cassie Zwart                          | 2. února 2022      | 20. srpna 2022  | 312       |
| 53           | 2223      | Mother of OlmsGrime's Pupil                  | Matka macarátůŠpínův žák             | Joe JohnstonJenn Strickland                 | Michele CavinAdam Colás                 | Silver Paul a Alex SwansonDrew Applegate a Eddie West                             | 9. dubna 2022      | 21. srpna 2022  | 313       |
| 54           | 2425      | The Root of EvilThe Core & The King          | Kořen zlaJádro a král                | Joe JohnstonRoxann                          | Cole Jenava MieTodd McClintock          | Inbal Breda a Cassie ZwartEleisiya Arocha a Danny Ducker                          | 16. dubna 2022     | 27. srpna 2022  | 314       |
| 55           | 2627      | Newts in TightsFight or Flight               | Mloci v legínáchBoj nebo útěk        | Jenn StricklandRoxann Cole                  | Gloria ShenMichele Cavin                | Silver Paul a Alex SwansonDrew Applegate a Eddie West                             | 23. dubna 2022     | 28. srpna 2022  | 315       |
| 56           | 2829      | The Three ArmiesThe Beginning of the End     | Tři armádyZačátek konce              | Joe JohnstonJenn Strickland                 | Todd McClintockAdam Colás               | Eleisiya Arocha & Danny DuckerInbal Breda, Anna Lencioni a Cassie Zwart           | 30. dubna 2022     | 3. září 2022    | 316       |
| 57           | 30        | All in                                       | Rozhodující utkání                   | Roxann Cole, Joe Johnston a Jenn Strickland | Jenava Mie, Gloria Shen a Michele Cavin | Hannah Ayoubi, Alex Swanson, Danny Ducker, Eddie West, Inbal Breda a Cassie Zwart | 7. května 2022     | 4. září 2022    | 317–318   |
| 58           | 31        | The Hardest Thing                            | To nejtěžší                          | Roxann Cole a Joe Johnston                  | Adam Colas a Todd McClintock            | Drew Applegate, Eleisiya Arocha, Silver Paul a Alex Swanson                       | 14. května 2022    | 4. září 2022    | 319       |

## Kraťasy

### Přehled řad
| Řada | Díly | Premiéra v USA     | Premiéra v USA    |
| Řada | Díly | První díl          | Poslední díl      |
| ---- | ---- | ------------------ | ----------------- |
| 1    | 5    | 3. září 2019       | 1. října 2019     |
| 2    | 4    | 13. listopadu 2019 | 4. prosince 2019  |
| 3    | 6    | 7. června 2020     | 12. července 2020 |
| 4    | 3    | 14. srpna 2020     | 2. října 2021     |
| 5    | 6    | 1. září 2021       | 6. října 2021     |

### Teen Girl in a Frog World(2019)
| Č. v seriálu | Č. v řadě | Původní název      | Režie           | Premiéra v USA |
| ------------ | --------- | ------------------ | --------------- | -------------- |
| 1            | 1         | No Signal          | Drew Applegate  | 3. září 2019   |
| 2            | 2         | Whack-A-Mole       | Steve Wolfhard  | 10. září 2019  |
| 3            | 3         | Scenic Route       | Drew Applegate  | 17. září 2019  |
| 4            | 4         | Hop Popcorn        | Cheyenne Curtis | 24. září 2019  |
| 5            | 5         | Cattail Catastroph | Drew Applegate  | 1. října 2019  |

### Wild Amphibia(2019)
| Č. v seriálu | Č. v řadě | Původní název   | Premiéra v USA     |
| ------------ | --------- | --------------- | ------------------ |
| 6            | 1         | Rhino Beetle    | 13. listopadu 2019 |
| 7            | 2         | Killer Tomatoes | 20. listopadu 2019 |
| 8            | 3         | Kitty           | 27. listopadu 2019 |
| 9            | 4         | Praying Mantis  | 4. prosince 2019   |

### Chibi Tiny Tales(2020)
Kraťasy Chibi Tiny Tales jsou volným pokračováním kraťasů Big Chibi 6 The Shorts seriálu Velká šestka: Baymax se vrací.
| Č. v seriálu | Č. v řadě | Původní název   | Premiéra v USA    |
| ------------ | --------- | --------------- | ----------------- |
| 10           | 1         | Mantis Bowling  | 7. června 2020    |
| 11           | 2         | Quit Bugging Me | 14. června 2020   |
| 12           | 3         | Bird Attack     | 21. června 2020   |
| 13           | 4         | Bucket Blues    | 28. června 2020   |
| 14           | 5         | Family Photo    | 5. července 2020  |
| 15           | 6         | Quicksand       | 12. července 2020 |

### Disney Theme Song Takeover(2020–2021)
V rámci propagační kampaně začala stanice Disney Channel vysílat krátká videa Disney Theme Song Takeover. V nich vedlejší postavy z různých pořadů ztvárnili úvodní znělky svých seriálů. Na rozdíl od ostatních dílů je v prvním videu Amphibia Takeover místo zpěvu vedlejší postavy použito alternativní aranžmá.
| Č. v seriálu | Č. v řadě | Původní název             | Premiéra v USA |
| ------------ | --------- | ------------------------- | -------------- |
| 16           | 1         | 8-bit Theme Song Takeover | 14. srpna 2020 |
| 17           | 2         | Sasha Theme Song Takeover | 10. ledna 2021 |
| 18           | 3         | Marcy Theme Song Takeover | 30. září 2021  |

### Vlogs from the Bog(2021)
Série krátkých filmů s Annou, jež ukazuje zajímavosti ze světa Amphibie. Z hlediska chronologie příběhu seriálu se tyto kraťasy odehrávají během první řady, ačkoli v díle „My Dope Life As A Battle Queen! By: Sasha“ je ukázáno, že si je Sasha vědoma existence Spriga a jeho vztahu s Annou, což se dozvídá až na konci řady.
| Č. v seriálu | Č. v řadě | Původní název                             | Premiéra v USA |
| ------------ | --------- | ----------------------------------------- | -------------- |
| 19           | 1         | Amphibia Food!                            | 1. září 2021   |
| 20           | 2         | Hop Like a Frog!                          | 8. září 2021   |
| 21           | 3         | Driving the Amphibian Way!                | 15. září 2021  |
| 22           | 4         | Learning About Each Other                 | 22. září 2021  |
| 23           | 5         | Glamour                                   | 29. září 2021  |
| 24           | 6         | My Dope Life As A Battle Queen! By: Sasha | 6. října 2021  |